# 楊耀林
楊耀林（？—？），字敬軒，直隸清苑縣魏村鎮人，清朝政治人物，光緒庚辰进士。

## 生平
光緒六年（1880年）庚辰科進士，同年五月，著交吏部掣签，分发各省以知县即用。曾任山東濰縣知縣，陞濟寧州知州。升至烟台候补道，因曲士文起事平定而被牽連革職。有一兄楊耀宗。